# Euthyone placida
Eutelesia placida là một loài bướm đêm thuộc phân họ Arctiinae, họ Erebidae.